# Bing Xin Xu
Bing Xin Xu (chinesisch 徐冰心, * 3. Februar 1985 in Nantong, Volksrepublik China) ist eine spanische Badmintonspielerin chinesischer Herkunft.

## Karriere
Bing Xin Xu wurde 2005 und 2006 mit dem spanischen Verein CB Rinconada nationale Mannschaftsmeisterin. Im Badminton-Europapokal 2006 stand sie mit Rinconada im Finale des Wettbewerbs und gewann sportlich auch klar mit 4:1 gegen
Issy-les-Moulineaux Badminton Club. Nachdem sich herausstellte, dass die Spanier einen nicht spielberechtigten Spieler aufstellten, wurde ihnen Titel aberkannt und den Franzosen zugesprochen. Auf Platz 2 wurden der portugiesische Verein UD Santana und der ukrainische Verein SC Meteor Dnjepropetrowsk gesetzt.
Bei der Badminton-Weltmeisterschaft wurde sie 17. im Dameneinzel.

## Sportliche Erfolge
| Saison | Veranstaltung                    | Disziplin   | Platz                | Name         |
| ------ | -------------------------------- | ----------- | -------------------- | ------------ |
| 2005   | Mannschaftsmeisterschaft Spanien | Team        | 1                    | CB Rinconada |
| 2006   | Mannschaftsmeisterschaft Spanien | Team        | 1                    | CB Rinconada |
| 2006   | Europapokal                      | Team        | Disqualifiziert (1.) | CB Rinconada |
| 2006   | Weltmeisterschaft                | Dameneinzel | 17                   | Bing Xin Xu  |